# 月曜JUNK2 笑い飯のトランジスタラジオくん
『月曜JUNK2 笑い飯のトランジスタラジオくん』（げつようジャンクツーわらいめしのトランジスタラジオくん）は、2005年4月5日から2007年3月27日まで、毎週月曜日深夜（火曜日午前）3:00 - 4:00にTBSラジオ制作・JRN系列（一部除く）全国ネットで放送したラジオ番組。文字通り、月曜JUNK2枠で放送された。

## 概要
大阪吉本所属のお笑いコンビ「笑い飯」（西田幸治・哲夫）の東京で初のレギュラーラジオ番組である。

## コーナー
- 童貞リスナー限定! 僕こうやって卒業します!!

童貞リスナーが妄想する初体験のシチュエーションをプチ小説風に綴っていくコーナー。番組開始当初からの人気コーナー。
- 珍県民ないしはリアル県民リポート

全国各地の特色ある風習やエピソードなどをリスナーにそのままリポートしてもらうコーナー。
- おまえ代われ!

毎回出されるお題に合わせてボケを送ってきてもらう。それを2人で交互にひたすらテンポよく言い合うコーナー。
- 最強ヤンキー列伝ないしはリアルヤンキーリポート

ヤンキーの武勇伝を送ってもらうコーナー。
ヤンキーリスナーと電話をつなぎ実際に武勇伝を聞いたり2006年12月にはマラドーナ武智をゲストに呼びヤンキーリスナーと「ヤンキーしりとり」「ヤンキー川柳」「ヤンキー大喜利」で対決。
結果は武智が3連勝し史上最強のヤンキー王座に輝いた。
この対決の後「ヤンキー川柳」の投稿が多く寄せられた。
さらに「ヤンキーあるある」「ヤンキー指切りげんまん」「ヤンキーどーでもいいですよ」など幅広いヤンキーネタが送られてくるようになった。
コーナーの好評に伴い2006年3月には第2回史上最強のヤンキー決定戦が行われたが、初代王座の武智はラジオネーム「焼き鳥定食」（女性リスナー）に完敗し王座から陥落した。
- マイジャー芸人ファイル

メジャー級の実力を持ったマイナー芸人、略して「マイジャー芸人」を笑い飯が紹介する。笑い飯の活動拠点「baseよしもと」の芸人がそのほとんどである。マイジャー芸人が書いたブログを笑い飯が紹介するコーナー「マイジャー芸人ブログ」もある
《紹介された芸人》
- 下林朋央（ブログ兼）(ジャンクション)
- 隼ポリン(隼ブラザーズ)
- 水口靖一郎（ブログ兼）(ソラシド)
- 本坊元児（ブログのみ）(ソラシド)
- 武智正剛（ブログ兼）(マラドーナ)
- 木村卓寛（ブログ兼）(天津)
- 中尾健秀(つばめがえし)
- 田中利幸（ブログ兼）(ジェットコースター)　※出演時のコンビ名「田中上坂」よりコンビ名改名
- 堤寛晃（ブログ兼）(少年ギャング)
- 上野昌宏（ブログ兼）(シモン)
- 中尾健秀（ブログのみ）(つばめがえし)

これらで紹介されているブログはココログで紹介されている。
- 翁の恵

人生の大先輩であるお年寄りの何気ない行動から、さまざまなことを学ぶコーナー。
- 女子中高生限定！西田を笑わせよう！！

「女子中高生は大好きだけど、彼女達は面白くない」と決め付ける西田を笑わせるべく、女子中高生リスナーが自ら出演して渾身の一発ギャグなどのネタを披露するコーナー。毎週1人のリスナーが登場する。哲夫がやけに張り切っているコーナーである。
- よそのシュレッダー

地元のラジオ番組に投稿してボツになったネタを送ってきてもらうコーナー。一番不人気のコーナーだが、なぜか西田が大プッシュしている。
- S-1グランプリ

女性の咳払いの声があえぎ声に似てると哲夫が言い出した事から派生したコーナー。グラビアアイドルなどが咳払いをしながら写真集などの宣伝をする。
初回のゲストである時東ぁみがコメントの最後に当時番組内で流行していた「じゃこめし！」というフレーズを言ってから他のゲストも「じゃこめし！」と言うようになった。

## これまでにゲスト出演した芸能人(マイジャー芸人以外)
- 千鳥
- トータルテンボス
- とろサーモン
- 波田陽区（笑い飯が批判した為、反撃出演）
- はなわ
- 原口あきまさ
- 中山功太
- ネゴシックス
- 吉本峰之(ストリーク)
- 小林恵美
- 美咲萌
- 浜田翔子
- 津田篤宏(ダイアン）
- 和田友徳(ヘッドライト）
- ジャルジャル

2005年M-1グランプリ直後でその年内最後の放送ではM-1グランプリを取り逃した笑い飯を励ますべく「ジャンクション」「マラドーナ」「つばめがえし」「少年ギャング」などのマイジャー芸人が普段登場しない相方とコンビで登場し盛り上げた。しかし「ソラシド水口」だけはピンで出場する。
2006年にも同様の企画が行われ上記メンバーに加え呼んでもいない「シモン」までもが登場した。
またその次の回にあたる年始一回目の放送には上記に出演したマイジャー芸人達がネタを披露する「マイジャー芸人-1グランプリ」が開催され、2年連続でジャンクションがNO.1マイジャー芸人の座に輝いた。

## ポッドキャスト
放送終了後のトークが聞ける